# Fernand Van Doorne
Fernand Maria Arthur Van Doorne (Eeklo, 3 juli 1921 - 30 november 1979) was een Belgisch industrieel en politicus voor de Liberale Partij.

## Levensloop
De industrieel Van Doorne werd gemeenteraadslid van Eeklo.
In 1949 werd hij liberaal volksvertegenwoordiger voor het kiesarrondissement Gent-Eeklo en vervulde dit mandaat tot in 1965.